# Fitzwilliam, New Hampshire
Fitzwilliam är en kommun (town) i Cheshire County i delstaten New Hampshire, USA med cirka 2 141 invånare (2000).